# Postnom
 (mars 2017).
Si vous disposez d'ouvrages ou d'articles de référence ou si vous connaissez des sites web de qualité traitant du thème abordé ici, merci de compléter l'article en donnant les références utiles à sa vérifiabilité et en les liant à la section « Notes et références ».
 (octobre 2016).
Améliorez-le ou discutez des points à vérifier. 
Le postnom, aussi écrit post-nom, est un nom personnel qui suit le nom de famille. Celui-ci est donné en certaines cultures pour désigner la personne de façon unique par opposition au patronyme ou nom de famille qui est hérité. Son rôle est parfois comparable à celui du prénom ou second prénom.
À sa naissance, ou à son baptême, chaque personne se voit attribuer un ou plusieurs postnoms.

## Afrique
Le postnom est utilisé dans plusieurs cultures bantoues.
Par exemple, le joueur de basketball congolais Dikembe Mutombo s’appelle en fait Dikembe Mutombo Mpolondo Mukamba Jean-Jacques wa Mutombo. Ses postnoms sont Mpolondo, Mukamba et Jean-Jacques tandis que Mutombo est son nom de famille et wa Mutombo est un patronyme.
Autre exemple, Marie-Claire Mboyo Moseka (1959-), chanteuse congolaise.

## Asie
Le postnom est utilisé dans plusieurs cultures en Asie de l'Est (Japon, Chine, Corée et Vietnam).
Exemple : Mao Zedong, président de Chine 1949-1976. Mao était son nom de famille, et Zedong était son postnom.

## Europe
De même, les Romains utilisaient un cognomen individuel, suivant le prénom et le nom.
En Hongrie, l'ordre usuel du nom personnel place le nom de famille (családnév, vezetéknév) en première position et le postnom (utónév) en seconde.